# Ampedus kuriharai
Ampedus kuriharai là một loài bọ cánh cứng trong họ Elateridae. Loài này được Ôhira miêu tả khoa học năm 2005.